# Heartland (série télévisée canadienne)
Pour les articles homonymes, voir Heartland.
Pour la série télévisée américaine de 2007, voir Heartland (série télévisée américaine, 2007).
Heartland est une série télévisée canadienne créée d'après la série de romans de Lauren Brooke et diffusée depuis le 14 octobre 2007 sur le réseau CBC.
En France, la série a été diffusée à partir du 9 novembre 2008 sur Canal+ Family, Gulli et Equidia Life. Au Québec, elle est diffusée depuis le 30 août 2010 sur Séries+ et rediffusée en après-midi depuis 2018 sur ICI Radio-Canada Télé, et en Suisse sur RTS Deux.
La série est visionnée dans 119 pays et attire un million de téléspectateurs par épisode au Canada. Elle est actuellement la série canadienne la plus longue de l'histoire.
Alors qu'une dix-huitième saison est diffusée au Canada à partir d'octobre 2024, la diffusion de la série sur les chaines de télévision françaises est arrêtée depuis la fin de la saison 6, les saisons 7 à 17 étant diffusées sur Netflix.

## Synopsis

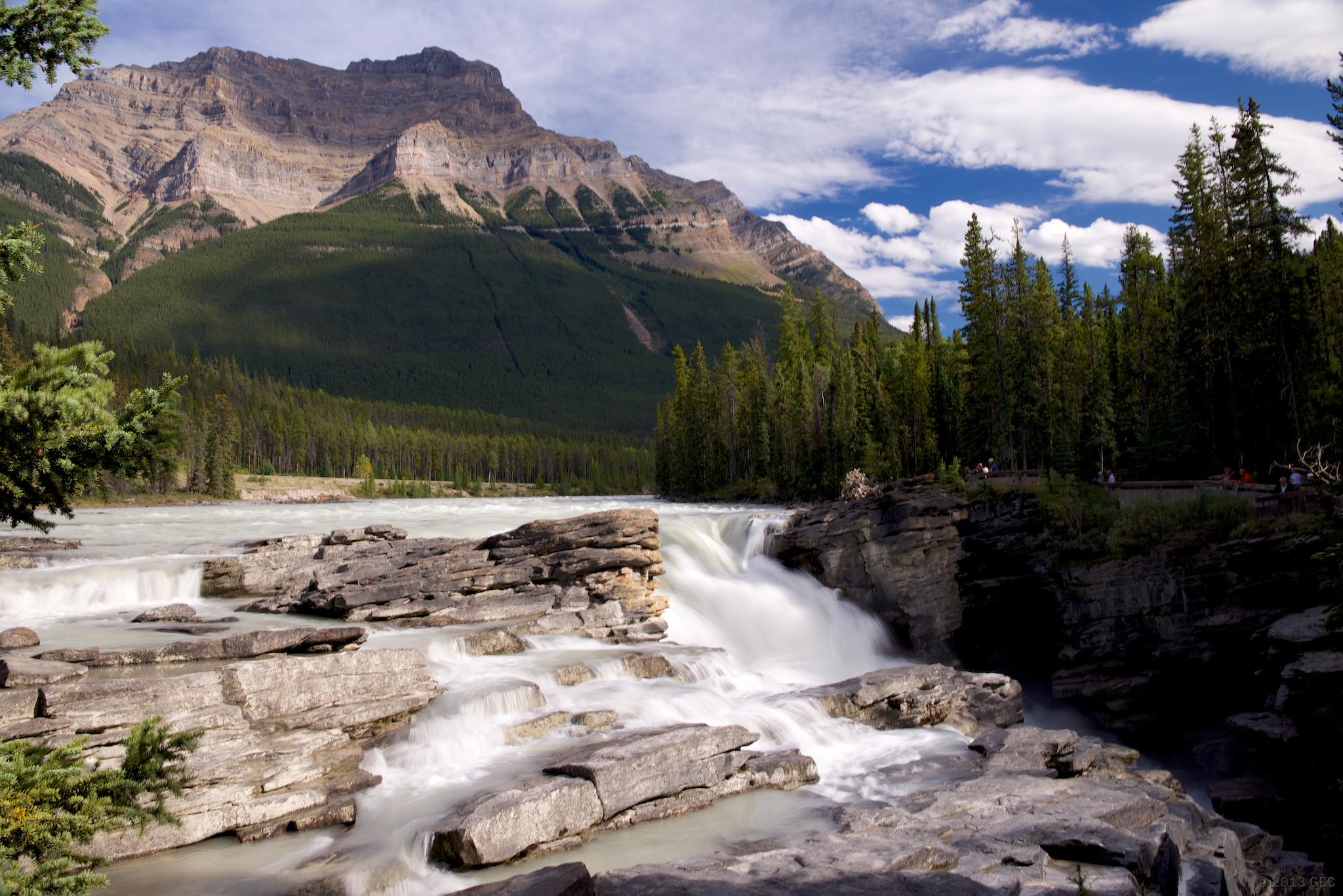
L'intrigue dHeartland se déroule dans une ville fictive au pied des Rocheuses canadiennes.

Heartland est un ranch familial établi à Hudson, une petite ville fictive située près de Calgary en Alberta, au pied des Rocheuses canadiennes. Le ranch, dont la réputation a été bâtie sur le savoir-faire de Marion Fleming, accueille et calme des chevaux perturbés. Mais la mort brutale de Marion met en péril le destin du ranch. Pour sauver l'entreprise familiale, Amy, alors âgée de 15 ans (au début de la série), décide d'exploiter son don qu'elle a hérité de sa mère. Sa sœur, Lou, est contrainte de quitter son travail à New York pour revenir à la campagne et aider Amy et son grand-père Jack à gérer le ranch.
Avant de mourir, Marion Fleming avait engagé Ty Borden, un jeune homme en période probatoire. Ty cause quelques difficultés, mais aide finalement Amy à faire face aux obstacles qu'elle rencontre. En parallèle, Amy fait la connaissance de son père, Tim Fleming, qu'elle n'a pas revu depuis sa petite enfance. Le retour de son père va créer quelques tensions familiales, notamment avec Jack Bartlett.
Lou s'adapte plutôt bien à sa nouvelle vie à la campagne et cherche à y trouver sa place en tant que gérante financière. Elle a pour projet d'agrandir le ranch et de construire un Centre de randonnée équestre, que tout le monde nommera ironiquement par la suite « ranch pour touristes ». Elle fait construire dans « l'esprit Heartland » (rustique et convivial) plusieurs bungalows sur leurs terres, destinés à accueillir les randonneurs.
Au fil des années, Amy va apprendre beaucoup de choses sur les chevaux, sur elle-même, et également sur l'histoire de sa mère à travers le regard des autres protagonistes.

## Distribution
- Note : doublage français (saisons 1 à 6), doublage québécois (depuis la saison 7)

### Acteurs principaux
- Amber Marshall (VF : Isabelle Volpé ; VQ : Elisabeth Forest) : Amy Fleming
- Graham Wardle (VF : Franck Tordjman ; VQ : Nicolas Charbonneaux-Collombet) : Tyler « Ty » Borden (saisons 1 à 13)
- Michelle Morgan (VF : Karine Pinoteau ; VQ : Manon Arsenault) : Samantha Louise « Lou » Fleming Morris
- Shaun Johnston (VF : Patrick Béthune ; VQ : Sylvain Hétu) : Jackson « Jack » Bartlett
- Alisha Newton (VQ : Gabrielle Shulman) : Georgina « Georgie » Crawley Fleming Morris (dès la saison 6)
- Chris Potter (VF : Antoine Tomé ; VQ : Daniel Picard) : Tim Fleming
- Gabriel Hogan (VF : François Vincentelli ; VQ : Maël Davan-Soulas) : Peter Walter Morris (dès la saison 2)
- Jessica Steen (VF : Véronique Viel ; VQ : Catherine Hamann) : Lisa Stillman
- Nathaniel Arcand (VF : Pascal Casanova ; VQ : Frédéric Lavallée) : Scott Cardinal (saisons 1 à 11)

 Source et légende : version française (VF) sur RS Doublage et DSD (Doublage Séries Database) / version dirigée par Bernard Jung chez Audi'Art,.
 Source et légende : version québécoise (VQ) sur Doublage.qc.ca

Photos des acteurs principaux
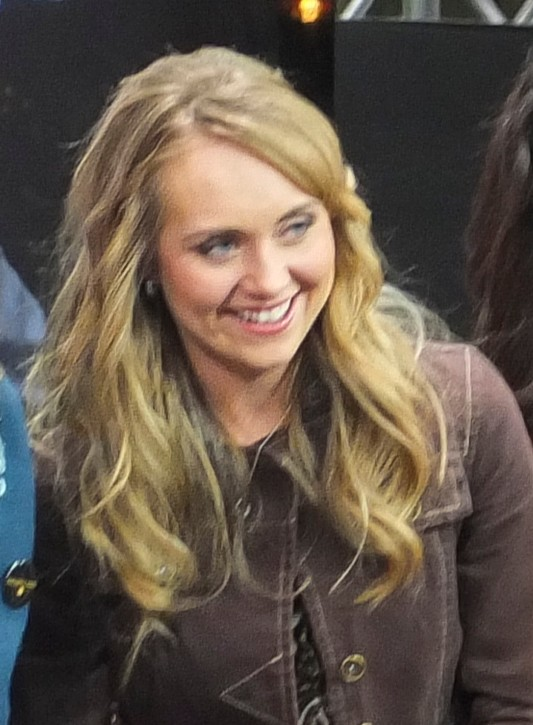
Amber Marshall interprète Amy Fleming.
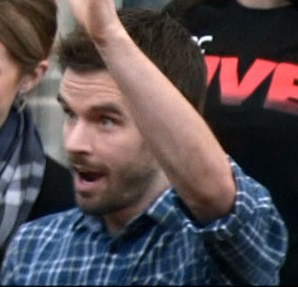
Graham Wardle interprète Ty Borden.
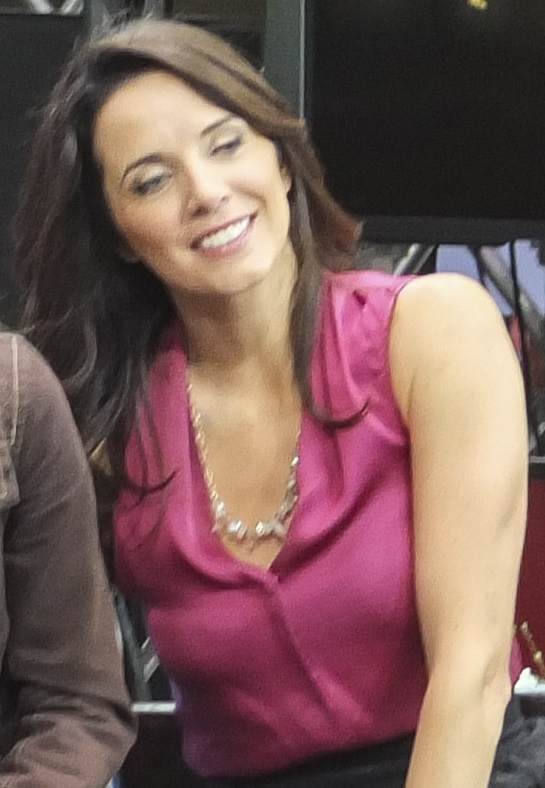
Michelle Morgan interprète Lou Fleming.
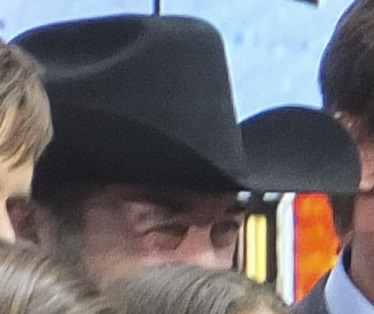
Shaun Johnston interprète Jack Bartlett.
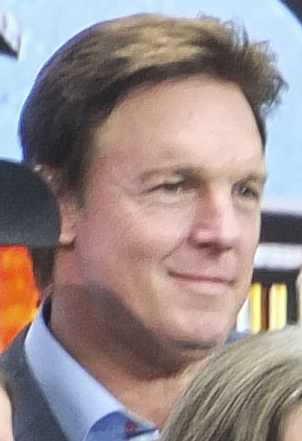
Chris Potter interprète Tim Fleming.
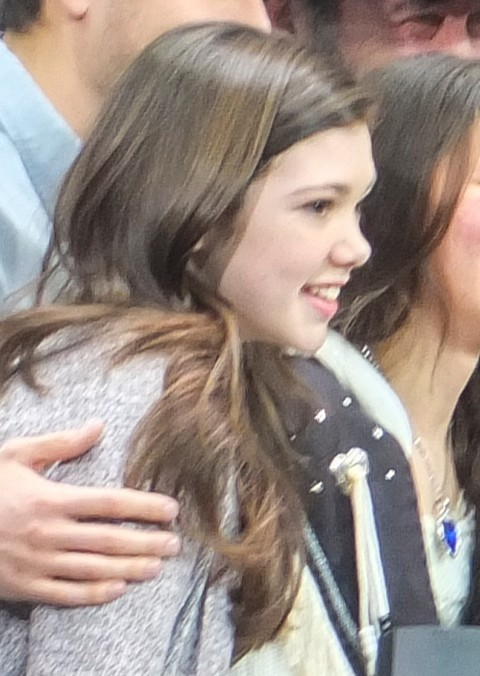
Alisha Newton interprète Georgina Crawley.

### Acteurs récurrents
| Interprète                 | Personnage     | Saison(s) | Saison(s) | Saison(s) | Saison(s) | Saison(s) | Saison(s) | Saison(s) | Saison(s) | Saison(s) | Saison(s) | Saison(s) | Saison(s) | Saison(s) | Saison(s) | Saison(s) | Saison(s) | Saison(s) |
| Interprète                 | Personnage     | 1         | 2         | 3         | 4         | 5         | 6         | 7         | 8         | 9         | 10        | 11        | 12        | 13        | 14        | 15        | 16        | 17        |
| -------------------------- | -------------- | --------- | --------- | --------- | --------- | --------- | --------- | --------- | --------- | --------- | --------- | --------- | --------- | --------- | --------- | --------- | --------- | --------- |
| Kerry James (en)           | Caleb O'Dell   |           |           |           |           |           |           |           |           |           |           |           |           |           |           |           |           |           |
| Jessica Amlee              | Mallory Wells  |           |           |           |           |           |           |           |           |           | inv.      |           |           |           |           |           | inv.      |           |
| Wanda Cannon (en)          | Val Stanton    |           |           |           |           |           |           |           |           |           |           |           |           |           |           |           |           |           |
| Cindy Busby                | Ashley Stanton |           |           |           |           |           |           | inv.      |           |           |           |           |           |           |           |           |           |           |
| Greta Onieogou             | Soraya Duval   |           |           |           |           |           |           |           | inv.      |           |           |           |           |           |           |           |           |           |
| Anna Ferguson              | Madame Bell    |           |           |           |           |           |           |           | inv.      |           |           |           |           |           |           |           |           |           |
| Kaitlyn Leeb               | Cassandra Fey  |           |           |           |           |           |           |           |           |           |           |           |           |           |           |           |           |           |
| Madison Cheeatow           | Jade Virani    |           |           |           |           |           |           |           |           |           |           |           |           |           |           | inv.      |           |           |
| Victoria Pratt             | Casey McMurtry |           |           |           |           |           |           |           |           |           |           |           |           |           |           |           |           |           |
| Kataem O'Connor            | Adam Parker    |           |           |           |           |           |           |           |           |           |           |           |           |           |           |           |           |           |
| Kevin McGarry              | Mitch Cutty    |           |           |           |           |           |           |           |           |           |           |           |           |           |           |           |           |           |
| Dempsey Bryk               | Wyatt          |           |           |           |           |           |           |           |           |           |           |           |           |           |           |           |           |           |
| Ruby et Emmanuella Spencer | Lyndy Borden   |           |           |           |           |           |           |           |           |           |           |           |           |           |           |           |           |           |
| Lucian-River Chauhan       | Luke Kashani   |           |           |           |           |           |           |           |           |           |           |           |           |           |           |           |           |           |
| Jordan Burtchett           | Quinn          |           |           |           |           |           |           |           |           |           |           |           |           |           |           |           |           |           |
| Ava Tran                   | Parker         |           |           |           |           |           |           |           |           |           |           |           |           |           |           |           |           |           |
| Drew Davis                 | Logan          |           |           |           |           |           |           |           |           |           |           |           |           |           |           |           |           |           |
| Robert Cormier             | Finn           |           |           |           |           |           |           |           |           |           |           |           |           |           |           | inv.      |           |           |

### Invités
- Roger LeBlanc : Bob Granger
- Helen Colliander : Olivia Wheaton
- Tatiana Maslany : Kit Bailey
- Sam Duke (VF : Marie Nonnenmacher) : Shane
- Maxim Roy (VF : Catherine Colomb) : Miranda Grenier
- Miranda Frigon (en) (VF : Sarah Marot) : Janice Wayne
- Greg Lawson : Clint Riley
- Carson Pound : Stephen, ami de Georgie
- Torrance Coombs (VF : Frédéric Popovic) : Chase Powers
- Lisa Durupt (en) : Jen McMurtry, mère de Wyatt
- Jade Hassouné : Prince Ahmed Al Saeed
- Eric Gustafsson : Clay McMurtry, neveu de Casey
- Suzanne Coy (VF : Céline Melloul) : Maggie Duval
- Meredith Bailey (VF : Jessie Lambotte) : Marnie Gordon
- Rhys Matthew Bond : Dylan Westfield, ami de Georgie
- Vinessa Antoine : Nicole
- Matt Cooke : Dan Hartfield, ex-mari de Lisa
- Jack Knight (VF : Frédéric Popovic) : Badger
- Jake Church : Jake Anderson
- Kate Ross : Sandra
- Laara Sadiq : Dr Tricia Verani
- Beau Mirchoff (VF : Yann Pichon) : Ben Stillman, neveu de Lisa
- Ian Tracey : Wade, beau-père de Ty
- Craig Arnold : Jeff Crawley, frère de Georgie
- Rhys Ward (en) : Jeremy Hughes
- Jon McLaren (en) : Jesse Stanton, frère d'Ashley
- Stephen Amell (VF : Cyril Aubin) : Nick Harwell
- Sarah Fisher : Samantha
- Megan Follows : Lily Borden, mère de Ty
- Ziya Matheson : Katie Fleming Morris, fille de Lou

## Production

### Adaptation
La série télévisée s'est inspirée de la série de livres pour adolescents, Heartland, de Lauren Brooke.
Pour Heather Conkie, productrice des Contes d'Avonlea pour CBC et Disney et co-productrice de la série, la série de romans, et surtout le propre succès dont elle bénéficiait alors, était un bonus considérable. Cela aurait permis d'attirer l'attention des lecteurs fidèles et déjà fans de l'univers avant même le début du tournage. La série de romans a également été une source d'inspiration pour les premiers scénarios. Les scénaristes ont apporté quelques modifications et ont ajouté des personnages supplémentaires. En vue du nombre d'épisodes produits pour la série télévisée, les producteurs avaient déjà exploité l'essentiel des idées de Lauren Brooke vers le début de la saison 2. À partir de ce moment-là, la série télévisée a donc évolué dans son univers propre, en s'adressant cette fois à toutes les générations.

### Développement
L'équipe a fait appel à Heather Conkie après l'épisode pilote pour être la scénariste et co-productrice du projet.
Selon Conkie, les scénaristes de la série ont souhaité, à l'image des écrivains, créer des histoires autour des personnages « chevaux », de la même manière que pour des personnages « humains ». La série met en lumière le fait que les chevaux ont une histoire et des sentiments : « Nous avons tendance à être assez anthropomorphe avec les chevaux de la série, ce qui signifie que nos scripts donnent des émotions et des actions un peu humaines à nos amis à quatre pattes », précise la productrice. Chaque personnage de la série a également sa propre histoire ou aventure, au sein de chaque épisode, mais également à l'intérieur d'une saison dans son ensemble. Comme le casting est assez important, le principe a été de clôturer toutes les histoires individuelles en fins de saisons afin d'atteindre les « conclusions émotionnelles désirées » entre les différents personnages, à la manière d'un grand puzzle.
Le 21 mars 2017, la chaine CBC annonce que la série est renouvelée pour une onzième saison. Le tournage a commencé le 9 mai 2017.

### Distribution des rôles

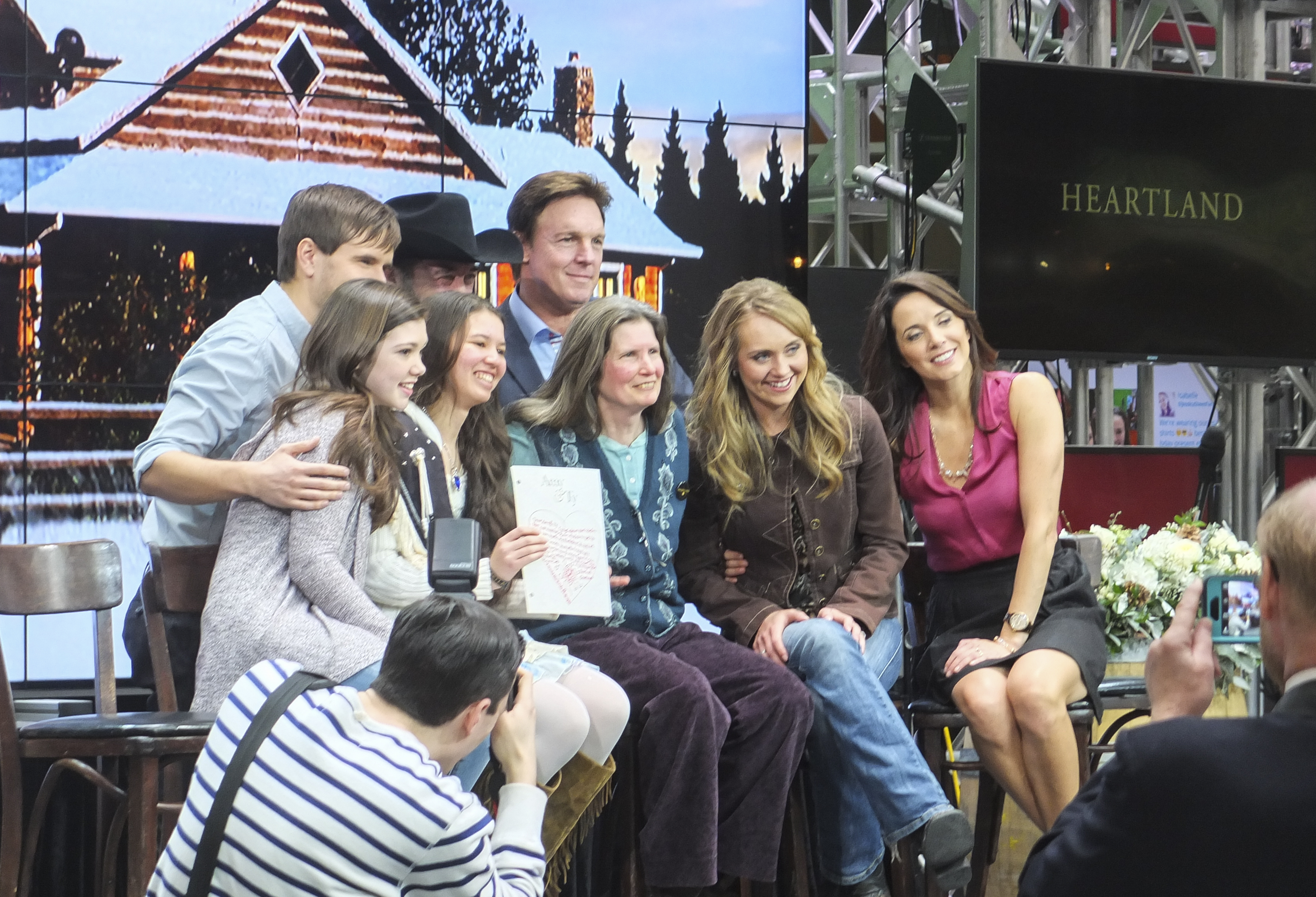
Les acteurs principaux en 2015.

Sharon Forrest, directrice de casting, a choisi l'actrice canadienne Amber Marshall pour jouer le rôle-titre d'Amy Fleming, un personnage au tempérament réputé doux et compréhensif dans la série. L'actrice, qui a toujours vécu auprès des chevaux depuis son enfance et qui se préparait à devenir vétérinaire, a commencé le tournage de la série à l'âge de dix-neuf ans (alors que son personnage n'en avait que quinze). Le rôle de Marshall dans Un étrange enlèvement (2003), basée sur l'histoire vraie d'Elizabeth Smart, une adolescente de l'Utah enlevée en 2002, et dans lequel l'actrice avait su retranscrire à l'écran un mélange de force d'esprit et de vulnérabilité pour jouer le personnage d'Elizabeth, lui avait valu une nomination pour le prix Young Artist basé à Los Angeles, pour la meilleure actrice dans un film.
Graham Wardle, âgé de 21 ans au début du tournage, est choisi pour incarner le personnage de Ty Borden. L'acteur, qui avait commencé sa carrière à 6 ans pour une publicité télévisée, avait obtenu ensuite quelques rôles de figurant dans des séries telles que La Nouvelle Famille Addams ou La Vie comme elle est. Juste avant d'interpréter Ty, Wardle avait joué en 2007 dans le film In the Land of Women aux côtés de Meg Ryan, Adam Brody et Kristen Stewart. L'acteur a plusieurs fois été nommé aux Leo Awards, notamment en 2008 et 2010.
Jessica Amlee, l'actrice qui jouait le personnage particulièrement apprécié de Mallory Wells, a décidé de quitter la série durant la saison 7. Elle revient cependant à la fin de la saison 10. Il a été annoncé le 11 mai 2017 que les actrices Megan Follows (Lily) et Wanda Cannon (Val Stanton) reprendraient leur rôle dans la saison 11.
En 2021, Graham Wardle, a décidé de quitter la série au terme du premier épisode de la saison 14.
Le 23 septembre 2022, l'acteur Robert Cormier (Finn) décède des suites de blessures subies lors d'une chute.

### Tournage

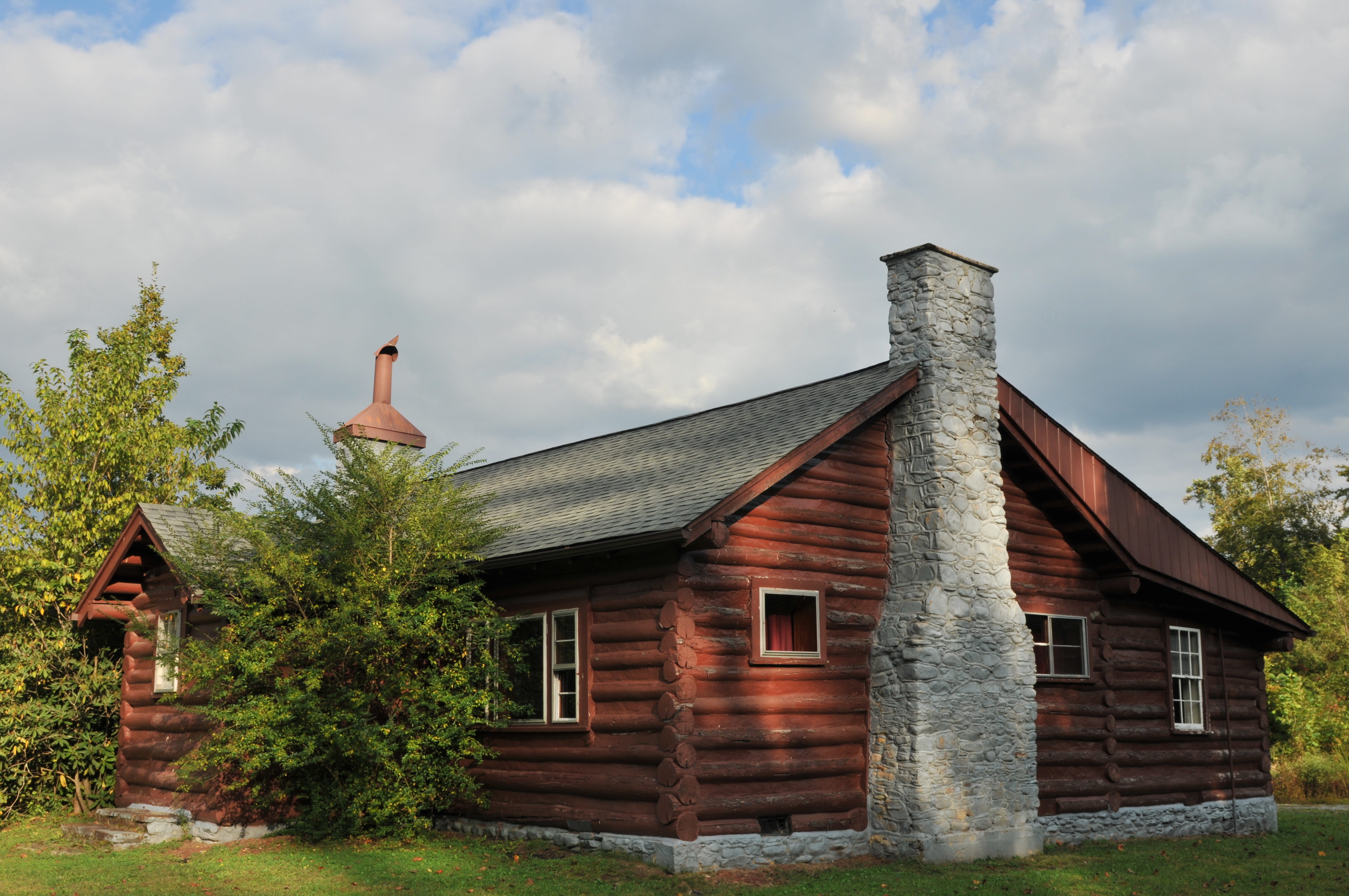
Une maison en rondins traditionnelle, ressemblant à l'habitation d'Heartland.

La série est produite par SEVEN24 Films (en) (une société de production basée à Calgary, anciennement connue sous le nom de Alberta Filmworks), pour CBC Television, un réseau de télévision canadien détenu par la Canadian Broadcasting Corporation, connue également pour avoir produit des séries comme Les Tudors ou Les Enquêtes de Murdoch).
Filmé à High River, en Alberta et aux environs de Calgary, le tournage du pilote, écrit par Leila Basen et David Preston, et réalisé par Ron Murphy, a débuté en 2007.
À chaque début de saison, l'équipe sait déjà comment la saison doit se terminer et imagine ensuite les aventures des personnages pour parvenir à cette conclusion. Par exemple, pour la fin de la saison 1, il était prévu dès le départ que le personnage de Ty Borden disparaisse pour retourner durant un temps dans son ancienne vie, auprès de son père. Ils souhaitaient que les sentiments entre les deux héros soient révélés au cours de la saison 2, jusqu'à leur mariage dans la saison 8 et l'annonce de l'arrivée de leur enfant à la fin de la saison 9.

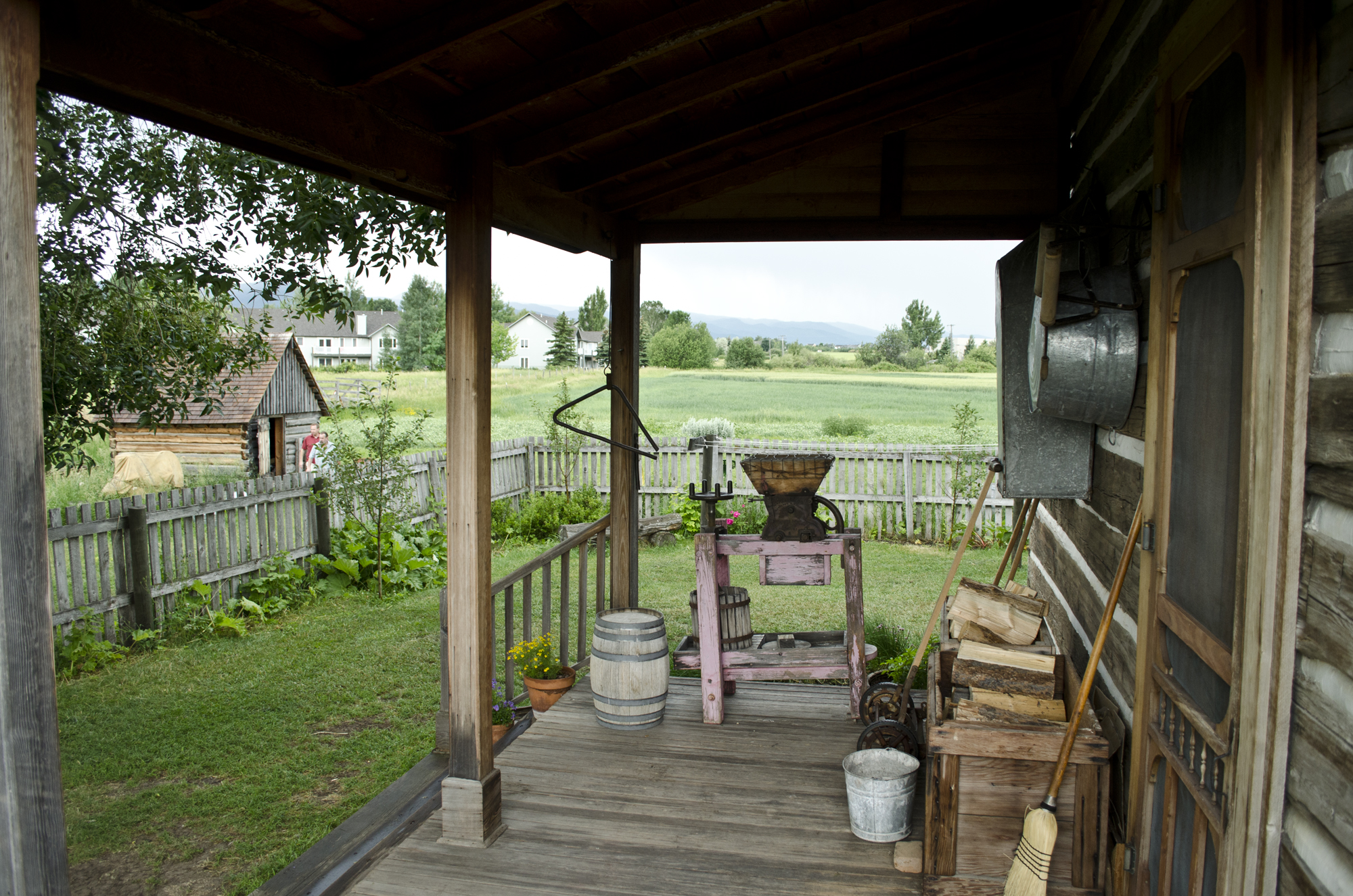
Porche de maison traditionnelle, exposée au Museum of the Rockies.

Le générique est composé d'un assemblage d'images empruntées à la série, et de symboles qui caractérisent la spécialité d'Amy Fleming (chevaux perplexes, gestes ralentis…) et l'ambiance générale de la série qui se veut conviviale (coucher de soleil, pêche en rivière, famille), sur la chanson « Dreamer » de Jenn Grant (créditée aux génériques de fin). Seuls les noms des acteurs principaux sont cités, ainsi que ceux des scénaristes et créateurs de la série, et enfin le nom de Lauren Brooke, auteur des romans dont la série s'est inspirée.
Dans l'histoire, Heartland est décrit comme étant un ranch de 250 hectares, appartenant à la famille Bartlett depuis six générations. Un ranch à l'origine destiné à l'élevage de bétail, mais qui a pris une nouvelle direction en y accueillant des chevaux abandonnés ou ayant subi de mauvais traitements. Les décorateurs ont choisi de matérialiser la partie habitation, en extérieur à High River, en construisant une grande maison en rondins de bois (« log cabins »), de manière traditionnelle. L'intérieur construit en studio, d'aspect assez rustique, apparait chaleureux et confortable. Le bâtiment des écuries quant à lui, peint en rouge et blanc, est assez typique des constructions de granges américaines de la fin du XIXe siècle, ressemblant par exemple à la grange de la ferme Tinsley, exposée au Museum of the Rockies (Musée des Montagnes rocheuses) à Bozeman, dans le Montana.

### Musique
La musique est essentiellement composée par Keith Power. Le titre du générique d'Heartland, Dreamer, est quant à lui interprété par Jenn Grant. Selon Andrea Higgins, superviseur de la musique, le titre est orchestral et moderne. « Jenn Grant a tout à fait son propre univers musical. Il est saisissant, à la fois simple et beau, et le texte parle de lui-même. Il est un peu doux-amer, à l'image de la série. »
Par ailleurs, plusieurs chansons présentes au fil des saisons ont été empruntées à d'autres artistes, essentiellement canadiens, tels que Flashlight Radio (New Constellation), George Canyon, Matthew Barber (dont le titre Our Voices est utilisé à plusieurs reprises au cours de la série), ou encore M'Girl, dont le titre Eyes Wide Open est devenu le thème du personnage de Victor Whitetail.

### Fiche technique
- Réalisation : Ron Murphy, Dean Bennett, Don McBrearty, Steve DiMarco, Grant Harvey, Stefan Scaini, Jim Donovan, Chris Potter, etc.
- Scénario : Heather Conkie, Leila Basen, David Preston, Don McBrearty, Susin Nielsen, Mark Haroun, Penny Gummerson, Ken Craw, etc. d'après les romans de Lauren Brooke.
- Production : Heather Conkie, Tom Cox, Jordy Randall, Michael Weinberg.
- Sociétés de production : SEVEN24 Films et Dynamo Films
- Musique : Keith Power, Gary Koftinoff
  - chanson du générique : « Dreamer » de Jenn Grant
- Son : Kevin Howard
- Casting : Sharon et Susan Forrest, Rhonda Fisekci.
- Direction artistique : Janet Lakeman, Dale Marushy, Cathy Cowan.
- Décors : Laura Cuthill-Luft et Lorraine Edwards
- Costumes : Carol Case et André Ricard
- Pays d'origine :  Canada
- Années de diffusion : 14 octobre 2007 - présent
- Diffuseur : CBC Television
- Lieux de tournage : autour de Calgary (Alberta, Canada)
- Genre : Drame, Familial
- Format : 43 minutes

### Diffusion internationale
CBC a vendu les droits de diffusion de Heartland dans au moins 8 pays, où la série a été soit sous-titrée soit doublée.
- Canada : à partir du 14 octobre 2007.
- Estonie : à partir du 5 juillet 2008.
- France : à partir du 9 novembre 2008 sur Gulli.
- Allemagne : à partir du 6 février 2009.
- Hongrie : à partir du 17 septembre 2012.
- Japon : à partir du 2 septembre 2015 (internet).
- Turquie : date de diffusion inconnue.
- Suisse : date de diffusion inconnue.

La diffusion de la série sur les chaines de télévision françaises est arrêtée depuis la fin de la saison 6. Elle est visionnable actuellement en France sur Netflix à partir de la saison 7 en version doublée par le Québec.

## Épisodes
| Saison              | Épisodes | Diffusion originale sur CBC | Diffusion originale sur CBC |
| Saison              | Épisodes | Début de saison             | Fin de saison               |
| ------------------- | -------- | --------------------------- | --------------------------- |
| 1                   | 13       | 14 octobre 2007             | 24 février 2008             |
| 2                   | 18       | 5 octobre 2008              | 22 mars 2009                |
| 3                   | 18       | 4 octobre 2009              | 28 mars 2010                |
| 4                   | 18       | 26 septembre 2010           | 27 mars 2011                |
| Le Noël d'Heartland | 1        | 12 décembre 2010            | 12 décembre 2010            |
| 5                   | 18       | 18 septembre 2011           | 25 mars 2012                |
| 6                   | 18       | 16 septembre 2012           | 7 avril 2013                |
| 7                   | 18       | 6 octobre 2013              | 13 avril 2014               |
| 8                   | 18       | 28 septembre 2014           | 29 mars 2015                |
| 9                   | 18       | 4 octobre 2015              | 20 mars 2016                |
| 10                  | 18       | 2 octobre 2016              | 26 mars 2017                |
| 11                  | 18       | 24 septembre 2017           | 8 avril 2018                |
| 12                  | 11       | 6 janvier 2019              | 7 avril 2019                |
| 13                  | 10       | 22 septembre 2019           | 24 novembre 2019            |
| 14                  | 10       | 10 janvier 2021             | 21 mars 2021                |
| 15                  | 10       | 17 octobre 2021             | 19 décembre 2021            |
| 16                  | 15       | 2 octobre 2022              | 5 février 2023              |
| 17                  | 10       | 1er octobre 2023            | 3 décembre 2023             |
| 18                  | 10       | 2024                        |                             |

### Première saison (2007-2008)
L'épisode pilote a été diffusé le 14 octobre 2007 au Canada. Toute cette première saison s'inspire étroitement de la série de romans Heartland de Lauren Brooke. Certains titres d'épisodes sont d'ailleurs les mêmes que ceux des livres correspondant.
Dans cette saison, la famille Fleming-Bartlett tente de surmonter la mort de Marion Fleming, provoquée par un accident de voiture survenu au tout début de l'intrigue. La famille doit également faire face aux difficultés financières rencontrées pour maintenir l'activité du ranch. Une relation conflictuelle s'établit tout d'abord entre les deux sœurs héroïnes, Amy et Lou, ainsi qu'entre Jack Bartlett et son gendre (et père d'Amy et de Lou), Tim Fleming. Le spectateur fait également connaissance de Ty Borden, un jeune homme en période probatoire, qui est accueilli au ranch familial et qui devient rapidement un complice pour Amy.

### Deuxième saison (2008-2009)
Ty, de retour au ranch après avoir disparu plusieurs mois pour rejoindre son père, peine à retrouver sa place. De son côté Lou a fait construire plusieurs bungalows sur le domaine afin d'accueillir les clients de son futur centre de randonnées équestres. Elle doit faire face aux réticences de la famille vis-à-vis de son projet et à la compagnie pétrolière qui cherche à forer sur ses terres. Amy fait la connaissance d'un cheval sauvage qu'elle tente en vain d'approcher, et trouve une solution pour sauver le cheval de sa rivale, qui a été retrouvé dans un camion destiné à l'abattoir. Elle doit également prendre en charge le pensionnaire d'un officier de police, traumatisé à la suite d'un accident impliquant une noyade, et faire face à l'enlèvement de Spartan. Face à ses difficultés à retrouver confiance, Amy bénéficie des conseils d'un ami autochtone de sa mère. Tim Fleming est grièvement blessé par des voleurs de bétail et impose sa convalescence à Jack.

### Troisième saison (2009-2010)
Après un accident entre un camion transportant des chevaux et son bus scolaire, Amy est filmée en train de calmer l'un des chevaux blessés, et la vidéo circule sur internet. Dès lors, Amy est surnommée la « fille du miracle » et assure involontairement une excellente publicité pour le ranch. Quelques semaines plus tard, Amy aide un propriétaire solitaire dont les chevaux paniquent à la tombée de la nuit. Durant l'été, Ty protège sa mère de son beau-père, qui vient à Heartland pour tenter de la reconquérir. Un peu plus tard, Ty et Scott ont un accident d'avion après une intervention vétérinaire en Colombie-Britannique. La famille met tout en œuvre pour les retrouver et pour aider Ty à se remettre de son choc. À l'approche de l'hiver, le ranch est mis en quarantaine à cause de la gourme. Pégase, le vieux cheval de Tim Fleming, ne se remet pas de la maladie. Les compétences et l'assurance d'Amy sont mises à rude épreuve lorsqu'elle décide de participer au Ring of fire, une compétition de dressage se déroulant sur trois jours, et que sa mère avait jadis remportée. Lou et Peter se marient et partent vivre à Dubaï.

### Quatrième saison (2010-2011)
Amy a terminé ses études et doit réfléchir à son avenir, qu'elle n'envisage pas ailleurs qu'à Heartland. Son père fait appel à elle pour entraîner et monter son cheval de course. Elle est également sollicitée pour donner des cours de dressage à un groupe de détenus et Ty est surpris de retrouver un ancien camarade parmi eux. Lou ne se plait pas à Dubaï et revient vivre à Heartland, en évitant les appels téléphoniques de Peter. Elle apprend qu'elle est enceinte. Plus tard, le retour des amis de voyage de Ty menace sa relation avec Amy, qui comprend que Ty n'a pas été honnête avec elle. De son côté, Ty reproche à Amy sa relation ambiguë avec Chase Powers, rencontré sur le Ring of fire. Ty décide de prendre ses distances et de quitter le ranch pour quelque temps, jusqu'à ce que Jack lui transmette un ultimatum. Lou vient en aide à Amy afin de sauver sa réputation et celle de l'entreprise familiale à la suite des accusations infondées d'un puissant propriétaire. Miranda Grenier vient à Heartland avec son fils Shane dans l'intention de rencontrer Tim. Celui-ci apprend que Shane est également son fils. Amy et Ty tentent de retrouver confiance l'un en l'autre en retravaillant ensemble. Avec Mallory et Peter, ils aident Lou à accoucher à Heartland.

### Cinquième saison (2011-2012)
Amy fait la rencontre de Renard, un dresseur de chevaux de spectacle, qui s’entraîne dans la prairie avec deux lusitaniens. Charmée, Amy décide de développer sa propre technique en s'inspirant de sa méthode. Jack tente d'aider Tim dans sa relation compliquée avec Miranda et Shane, en respectant son souhait de ne pas informer Amy et Lou de son lien de parenté avec le garçon. Mais Tim finit pas révéler lui-même accidentellement que Shane est son fils, lors d'un dîner en famille. Amy vient en aide à Sandra, une ancienne voltigeuse professionnelle qui a perdu confiance en son cheval et dans sa discipline après avoir perdu sa sœur et coéquipière dans un accident de voiture. De leur côté, Lou et Peter cherchent une nouvelle maison où s'installer. Un peu plus tard, Ty apprend la mort de son père et Jack l'aide à faire son deuil en partant en voyage avec lui. Alors que Miranda prend ses distances, Tim se bat pour obtenir la garde de Shane. À la fin de l'année, Renard vient rendre visite à Amy et lui demande d'organiser un petit spectacle à Heartland pour montrer ses progrès à sa famille. À la fin de la représentation, Renard propose à Amy de l'accompagner sur ses prochains spectacles, mais Amy refuse, préférant aider les chevaux en difficulté à Heartland.

### Sixième saison (2012-2013)
Ty travaille à la clinique de Scott avec une nouvelle assistance, Cassandra. La famille accueille Georgie, une orpheline, qui s'est retrouvée à Heartland après avoir fugué de son foyer adoptif. La fillette se lie d'amitié avec le nouveau cheval du ranch, Phénix. Après avoir essayé sans succès de bâtir une maison sur les terres d'Heartland, Lou et Peter investissent dans la vieille maison des Hanley pour la rénover, mais un incendie met fin à leur projet. Jack fait une demande d'adoption pour Georgie et c'est finalement Peter et Lou qui en obtiennent la garde. Ty profite d'une excursion avec Amy auprès d'un groupe de chevaux pour faire sa demande en mariage. Après l'annulation d'un concours hippique, Lou décide d'organiser celui-ci à Heartland pour que Georgie et Mallory puissent participer. La compétition se clôture par la chute de Spartan, qui se casse une jambe et doit subir une opération. Plus tard, l'avenir de Ty est compromis lorsqu'il est tenu responsable de la mort d'un cheval à la clinique. Il parvient à prouver que c'est le propriétaire qui a tué l'animal pour toucher l'argent de l'assurance.

### Septième saison (2013-2014)
Ty et Amy envisagent d'acheter un ranch proche d'Heartland. Georgie s'intéresse à la voltige équestre après avoir observé Sandra. Elle décide de prendre des cours avec elle. Amy met sa vie en danger en s'occupant du cheval d'un prince fortuné. Elle séjourne à l'hôpital après un accident et devient momentanément aveugle. La famille est divisée quant au traitement médical qu'elle doit suivre pour recouvrer la vue, tandis que les frais sont couverts par le prince Ahmed qui se sent responsable. Après son rétablissement, Ty oblige Amy à affronter sa peur et à retravailler avec le cheval ayant causé son accident. Lou conseille à sa sœur d'organiser un atelier pour marquer son retour et relancer sa carrière. Plus tard, le prince Ahmed propose à Amy de partir en France pour suivre les Jeux équestres mondiaux. Amy accepte.

### Huitième saison (2014-2015)
Amy revient de son séjour en Europe au cours duquel elle a eu l'occasion de travailler avec le prince Ahmed et ses chevaux. La jeune femme a du mal à retrouver sa place à Heartland et auprès de Ty, qui a eu connaissance d'une vidéo diffusée sur internet montrant Amy et Ahmed très proches l'un de l'autre. Le prince, séjournant à son tour au Canada, vient faire une déclaration à Amy, qui la refuse. Néanmoins, Ty reproche à cette dernière d'avoir trop changé depuis son départ du ranch et ils décident de faire une pause. Amy poursuit son travail avec les chevaux de ses clients. Lors d’un voyage à Pike River où Jack et Amy cherchent à sauver des chevaux sauvage menacés par l’un des habitants, Tim et Ty leurs viennent en aide. L'excursion permet à Amy et Ty de se retrouver et de faire le point. À leur retour à Heartland, ils annoncent leur mariage, mais Ty est arrêté par la police.

### Neuvième saison (2015-2016)
Ty obtient son diplôme de vétérinaire et devient l'associé de Scott. Le cheval de Jack, Paint, est mis à la retraite et meurt peu de temps après, Jack le vit très difficilement. En parallèle, Amy et Ty construisent leur studio au-dessus de l’écurie (où se situait la chambre de Ty) avec l’aide de Jack, Tim et Peter. Lou et Peter quant à eux, arrivent à faire des compromis pour les enfants à la suite de leur séparation. Georgie se dispute avec Lou et s’enfuit du ranch pour se rendre seule à Vancouver pour essayer de retrouver Peter. De retour à Heartland et à la suite de cette mésaventure, Lou décide d'explorer les sites de rencontre et fait la connaissance de Mitch Cutty mais Peter décide de revenir afin de reconquérir Lou… Georgie découvre l'amour en ayant son premier baiser avec un garçon. De son côté, Cassandra qui s'est rapprochée d'Amy durant l'absence de Ty et Caleb, pense être enceinte mais il s'agit finalement d'une fausse alerte. C'est finalement Amy qui l'est et décide de l'annoncer à Ty pendant la soirée du Nouvel An.

### Dixième saison (2016-2017)
Ty se voit proposer une occasion unique pour vétérinaires sans frontières. Après une longue hésitation et avec l'accord d'Amy, il décide donc de partir en Mongolie pour quatre mois. Lou a l'occasion professionnelle d'ouvrir un second restaurant Chez Maggie à New York et se trouve donc moins présente à Heartland mais à son retour, elle et Peter signent les papiers du divorce et Lou entame une relation avec Mitch. Après un atelier équestre, Amy, Tim et Georgie ont un accident de voiture qui laisse quelques traces psychologiques par la suite. Caleb, de son côté, emmène Cassandra en week-end pour la demander en mariage. Mallory, de retour à Hudson quelques jours, se marie avec Jake dans l'écurie de Heartland, entourée de tous ses amis. Ty, sur le point de rentrer de la Mongolie, tombe gravement malade et est hospitalisé à son retour. Il finit par guérir et assiste à l'accouchement d'Amy, qui met au monde une petite fille.

### Onzième saison (2017-2018)
Amy et Ty décident de faire leur testament et nomment Caleb et Cassandra en tuteurs de leur fille Lyndy. Georgie est amenée à faire un choix entre la voltige équestre et le saut d'obstacles et décide d'arrêter la voltige. Après une routine bien installée, Ty repart en voyage quelque temps avec Bob pour sauver des loups en Colombie-Britannique. Lisa et Jack avancent dans leur relation et Lisa décide d'emménager à Heartland. Amy et Ty aident Attila, un cheval mongole, et se rendent en Mongolie pour continuer leur tâche, mais Ty est enlevé au moment où Amy et Tim le rejoignent. Tim, quant à lui, apprend qu'il a possiblement une tumeur au cerveau et se remet en question. Georgie décide d'arrêter de monter Flamme car Val Stanton lui met trop de pression. Amy propose donc à Georgie de continuer la compétition pour le concours d'Automne en s'entrainant avec Phœnix. Jack décide de donner des terres à Amy et Ty.

### Douzième saison (2019)
Ty décide de réduire ses heures à la clinique afin de pouvoir enfin réaliser son rêve : s'installer à son compte à Heartland et travailler avec Amy. Jade a un accident de rodéo et se retrouve incapable d'en faire durant quelques mois à la suite d'un traumatisme crânien. Georgie quant à elle, fait d'énormes progrès dans le saut d'obstacles et a l'opportunité d'aller en Europe participer à des compétitions de haut niveau. Lou décide donc de vendre ses parts du restaurant Maggie de New York pour permettre à Georgie de réaliser son rêve et pouvoir revenir à Heartland. Amy et Ty prennent en charge Étoile Filante, un cheval de course de Fairfield gravement blessé par son entraineuse, ainsi qu'un jeune garçon, Luke, en situation difficile. La famille apprend le décès de Will Vernon et décide de prendre en charge les chevaux sauvages de Pike River et de les laisser en liberté dans la parcelle de terrain que Jack a donné à Amy et Ty. Mitch quant à lui, annonce son mariage avec Maya ce qui rend Lou malheureuse. Le jour J, Lou décide d'aller avouer ses sentiments à Mitch.

### Treizième saison (2019)
La production d'une treizième saison est annoncée en mai 2019. Les 10 épisodes ont été diffusés les dimanches entre le 22 septembre et le 24 novembre 2019.

### Quatorzième saison (2021)
La production d'une quatorzième saison est annoncée en mai 2020, et est diffusée entre le 10 janvier 2021 et le 21 mars 2021.

### Quinzième saison (2021)
Elle est diffusée du 17 octobre au 19 décembre 2021.

### Seizième saison (2022-2023)
Elle est diffusée du 2 octobre au 5 février 2023.

### Dix-septième saison (2023)
Elle est diffusée du 1er octobre au 3 décembre 2023.

### Dix-huitième saison (2024)
Elle est diffusée du 6 octobre au 8 décembre 2024 (au Canada).

## Personnages

### Famille Fleming-Bartlett
- Amy Fleming (interprétée par Amber Marshall)

Amy Fleming a seulement quinze ans quand, au tout début de la série, elle se trouve impliquée dans l'accident de voiture qui a tué sa mère, Marion Fleming, alors que toutes deux tentaient de sauver un cheval. Amy a hérité du don de Marion qui consiste à ressentir les émotions d'un cheval. Amy est d'un tempérament plutôt calme et sincère. Tout comme sa mère, elle pratique l'équitation éthologique et décide de poursuivre le travail d'écoute des chevaux maltraités ou perturbés. Elle a eu du mal à s'adapter au retour de sa sœur aînée, Lou, qui était partie vivre à New York jusqu'à l'accident. Les deux sœurs ont un tempérament radicalement opposé, mais finissent par profondément s'apprécier. Amy termine ses études dans la saison 4, ce qui lui permet de travailler à temps complet à Heartland.
- Lou Fleming (interprétée par Michelle Morgan)

Samantha Louise Fleming ("Lou"), est la sœur aînée d'Amy. Après une longue période d'absence, Lou quitte son emploi à New York à la suite de la mort de sa mère pour retourner vivre à la campagne auprès de sa famille, à Heartland. Après avoir découvert la mauvaise situation économique d'Heartland, elle organise un plan financier pour tirer le ranch de la dette et en faire un succès, ce qui va à l'encontre des idées d'Amy. Une fois que Lou décide de rester, elle met toute son énergie au démarrage d'une nouvelle entreprise : un centre de randonnée équestre. Malgré son fort tempérament qui la caractérise, Lou offre une oreille attentive et des conseils avisés à sa sœur Amy, qui le lui rend bien. Lou est également proche de son père, Tim. Elle est d'ailleurs la première à reprendre contact avec lui après la mort de Marion. Depuis l'accident de son père, Lou appréhende de remonter à cheval. Grâce à Amy, elle reprend peu à peu confiance.
- Jack Bartlett (interprété par Shaun Johnston)

Patriarche de la famille, Jackson Bartlett ("Jack") est le grand-père d'Amy et de Lou, et était le père de Marion Fleming qui est décédée dans l'accident de voiture. Il est une ancienne star du rodéo et était autrefois un éleveur de bétail. Depuis la mort de Marion, Jack aide Amy et Ty à entretenir Heartland et ses chevaux. Il est aussi la première personne vers qui les autres personnages se tournent lorsqu'ils rencontrent des difficultés. Au début de la série, il se montre très hostile à son gendre, Tim Fleming. Les deux hommes maintiennent une relation conflictuelle résultant du passé trouble de Tim avec l'abus d'alcool et les médicaments à la suite d'un accident de cheval, de son divorce avec Marion, et de son manque d'implication dans la vie de ses deux filles. Jack se montre têtu et accepte difficilement les changements. Ce trait provoque parfois des conflits avec sa femme Lisa Stillman, et sa petite-fille Lou.
- Tim Fleming (interprété par Chris Potter)

Tim est le père de Lou et d'Amy et le gendre de Jack. Il a laissé ses filles à leur mère lorsqu'il s'est séparé d'elle, après son accident de cheval. Après la mort de Marion, il tente de reprendre contact, ce qui au départ lui est difficile en vue des réticences qu'éprouve Jack à le voir fréquenter le ranch. Tim dirige un ranch voisin. C'est un homme paraissant assez arrogant et maladroit, réagissant quelquefois de manière impulsive, voire immature. Il est en revanche toujours prêt à aider ses filles lorsqu'elles en ont besoin, parfois même à l'excès.

### Personnalités du ranch
- Ty Borden (interprété par Graham Wardle)

Tyler Borden ("Ty") a été violenté par son beau-père, Wade, alors qu'il était enfant. Il a été envoyé dans un centre pour délinquants juvéniles après s'être interposé violemment entre son beau-père et sa mère. Pour valider sa période de probation, Marion Fleming avait accepté de prendre la tutelle de Ty Borden à Heartland, juste avant de mourir. Le grand-père d'Amy a respecté la volonté de sa fille, et a permis à Ty de vivre dans le grenier au-dessus de la grange en échange d'une aide au ranch. Ty évolue donc auprès d'Amy. Ils deviennent très complices et leur relation évolue rapidement, si bien que Ty décide de rester à Heartland après la fin de sa période de probation. Après l'obtention de son diplôme d'études secondaires, Ty décide de poursuivre ses études pour devenir vétérinaire.
- Mallory Wells (interprétée par Jessica Amlee) saisons 1 à 7, principalement.

Mallory est une jeune amie de la famille d'environ douze ans (au début de la série). Elle vient fréquemment leur rendre visite et a tendance à s'inviter facilement pour dormir ou dîner au ranch. Elle a un bagou naturel et elle est très curieuse, ayant tendance à s'immiscer dans la vie personnelle de chacun, ce qui lui attire bien souvent des remarques assez froides. Mallory se montre ennuyée par le succès de la carrière musicale de son père. En raison de ce succès, elle est inscrite dans un pensionnat de jeunes filles par ses parents qui doivent partir en tournée, ce qui oblige Mallory à quitter à plusieurs reprises le ranch, bien que Jake, son ami, l'aide à acheter son ticket de bus pour revenir à Heartland. Dans la saison 7, elle a finalement avoué ses sentiments pour Jake et est allée vivre à Paris avec lui, puis se marie dans la saison 10.
- Caleb O'Dell (interprété par Kerry James) à partir de la saison 2.

Caleb est engagé par Jack après le départ de Ty durant quatre mois (au début de la saison 2). Il est rapidement considéré par les filles comme un garçon attirant, et il a des sentiments pour Amy. En parallèle, il développe une forte rivalité avec Ty, durant les première années uniquement, puisque les deux garçons deviennent très amis par la suite. Caleb se rapproche d'Ashley Stanton, et ils décident de se marier. Avant leur mariage, Caleb se rend à un rodéo et est gravement blessé. Il envisage même durant un temps de vendre son Quarter horse Shorty, duquel il ne se sépare jamais. Après une bataille contre les pilules et l'alcool, aidé par Ashley et Tim Fleming, il refait peu à peu surface. Il quitte le ranch dans la saison 9.

### Famille Fleming étendue
- Peter Morris (interprété par Gabriel Hogan) à partir de la saison 2.

Lou (en utilisant son premier prénom, Sam) et Peter Walter Morris font connaissance via internet. Ils se rencontrent en personne peu de temps après, et sont choqués de découvrir leur véritable identité. En effet, Peter est propriétaire de la petite compagnie pétrolière que Lou poursuit pour avoir effectué des forages sur les terres d'Heartland. Pour cette raison, leur relation est gardée secrète, Jack et Tim Fleming détestant Peter, et surtout son entreprise. Peter gagne finalement l'approbation de la famille et lui et Lou se marient à la fin de la saison 3 et la relation à distance qui s'opère par la suite entre eux semble plutôt convenir aux deux époux. Dans la saison 6, Lou et Peter adoptent Georgie lorsque la demande d'adoption de Jack est refusée. Peter et son ex-femme, avec laquelle lui et Lou restent amis, ont la garde conjointe de Max, un saint-bernard.
- Georgina Crawley (interprétée par Alisha Newton) à partir de la saison 6.

Georgina Crawley ("Georgie") apparaît à partir de la saison 6. Elle a un frère aîné nommé Jeff. Ses parents sont morts dans un accident de voiture lorsqu'elle avait trois ans. Elle fugue de son foyer d'accueil au début de la saison et arrive à Heartland au hasard de sa route, tout en étant recherchée par Clint Riley. Elle est d'abord recueillie par Jack en même temps que le cheval Phoenix auquel la jeune fille s'est rapidement attachée. Au contact de la famille, et surtout au contact de Jack, elle s'assagit peu à peu. Jack, qui est trop vieux pour prendre officiellement sa tutelle, voit sa demande d'adoption refusée. Lou et son mari Peter prennent donc la décision de devenir ses parents définitifs. Georgie a un tempérament de garçon manqué. Elle est intrépide, talentueuse, et a un esprit fort et intelligent. Mallory, qui trouve que Georgie a cependant très mauvais caractère, devient rapidement assez jalouse de l'intérêt que la famille lui porte, ce qui amuse Jack.
- Shane Grenier (interprété par Sam Duke) saisons 4 à 6.

Shane a onze ans (au début de la saison 4). Il est le fils de Tim Fleming et le demi-frère de Lou et Amy. Lorsque sa mère Miranda révèle à Tim que Shane est son fils, Tim procède à un test de paternité, qui le lui confirme. Tout le monde accepte bien la nouvelle à propos de Shane. Mais le garçon et sa mère se déplacent régulièrement. Shane souhaite que ses parents se concilient et redeviennent amis. Il a tendance à s'enfuir de chez lui et faire de l'autostop pour retourner à Heartland et voir sa famille, ainsi que la jument Pal, que son père finira par lui offrir.
- Miranda Grenier (interprétée par Maxim Roy) saisons 4 à 6.

Mère surprotectrice de Shane et ex-petite amie de Tim. Tim et Miranda sont en conflit pour la garde de Shane, mais règlent plus tard les choses à l'amiable. Tim avait eu une relation avec Miranda en vivant à Fort St. John en Colombie-Britannique, au cours des années qui ont suivi son accident de rodéo, avant le début de l'histoire.

### Proches de la famille Fleming-Bartlett
- Scott Cardinal (interprété par Nathaniel Arcand)

Scott, issu d'une famille d'autochtones canadiens, est un ami de la famille et vétérinaire attitré. Scott a un passé trouble, et Marion l'aurait aidé à changer, de la même manière que Ty. Au début de la série, Scott évoque avec Ty son temps passé dans le grenier d'Heartland et le travail qu'il effectuait au ranch. Une période durant laquelle il jouait avec Lou. Scott a une relation amoureuse avec Lou durant les saisons 1 et 2, mais plus tard, décide de la quitter. Ty devient son apprenti jusqu'à ce qu'il puisse travailler avec lui après l'école vétérinaire. Dans la saison 5, Scott est appelé en renfort par une amie d'enfance pour sauver des chevaux sauvages qui semblent être atteints d'un virus contagieux. Le vétérinaire revient plus tard dans son ancienne réserve indienne accompagné d'Amy et de Ty, pour vacciner des chevaux sauvages.
- Lisa Stillman (interprétée par Jessica Steen)

Lisa est propriétaire d'un établissement équestre très réputé. Jack et Lisa débutent une relation amoureuse au début de la série, mais sont troublés par les voyages très réguliers de Lisa vers Toulon où se trouve sa seconde maison et ses amis. Après une longue pause, Lisa revient à Heartland et renoue avec Jack. C'est un personnage dynamique avec une forte personnalité. Elle est choisie pour être la marraine de Katie, la fille de Lou et de Peter.
- Soraya Duval (interprétée par Greta Onieogou) saisons 1 à 5, principalement.

Soraya est la meilleure amie et confidente d'Amy. Elle travaille à Hudson chez Maggie, le restaurant tenu par sa mère. Elle est ensuite engagée par Lou pour aider à la préparation des petits-déjeuners et au ménage dans les bungalows du centre de randonnée équestre. Dans la saison 5, Soraya quitte l'Alberta pour aller vivre avec son ami à Londres.
- Madame Bell (interprétée par Anna Ferguson) saisons 1 à 5, principalement.

Sally Bell est une femme âgée qui possède un joli poney Shetland appelé Sugarfoot, sur lequel Lou a appris à monter étant enfant. Mme Bell fait vivre Sugarfoot dans sa propre maison, en tant qu'animal de compagnie, ce qui lui cause quelquefois des problèmes avec les experts sanitaires. Vivant en harmonie avec la nature, elle est connue pour préférer utiliser ses remèdes à base de plantes pour soigner les chevaux, plutôt que de demander l'avis d'un vétérinaire ou d'un maréchal-ferrant. Mme Bell décide d'aider financièrement Ty pour qu'il puisse poursuivre ses études. En contrepartie, Ty n'hésite pas une seconde à venir au secours de la vieille dame lorsque sa famille l'envoie vivre en maison de retraite dans la saison 7.

### Famille Stanton
- Val Stanton (interprétée par Wanda Cannon)

Mère veuve d'Ashley. Val est la très riche et fière propriétaire de Briar Ridge, un centre équestre au style radicalement opposé du ranch d'Heartland (qu'Ashley qualifie de "ranch des pauvres"). Val utilise des méthodes plus traditionnelles d'éducation du cheval. Elle est représentée comme l'antagoniste principale pendant la première partie de la série, tout en demeurant une amie proche de Jack. Elle met également énormément de pression sur Ashley pour que celle-ci gagne la plupart des concours équestres de la région. Elle est conseillée par Jack dans sa relation avec sa fille qui devient plus indépendante, et soutenue lorsque Jack apprend ses problèmes de santé.
- Ashley Stanton (interprétée par Cindy Busby) saisons 1 à 4, principalement.

Dans la saison 1, Ashley représente l'archétype de la jeune fille hautaine, issue d'une famille riche, et qui obtient facilement tout ce qu'elle souhaite, jusqu'à ce qu'Amy vienne l'aider à améliorer sa relation avec son cheval, Apollo. Ashley apprend à mieux connaître Amy, et également le sens des responsabilités, en passant plus de temps avec elle. Le personnage d'Ashley est développé sensiblement sur ce point au début de la série, et notamment sur sa volonté de s'affranchir de l'emprise de sa mère, sans pour autant repousser tout contact avec elle. En conséquence, elle vit à Heartland pour une courte période de temps, et plus tard s'installe avec Caleb dans une caravane. Ils se marient à la fin de la saison 3. Ashley souhaite prolonger son voyage de lune de miel en Italie, incitant Caleb à rentrer à la caravane seul dans un premier temps. Plus tard dans la série, Ashley et Caleb s'éloignent l'un de l'autre pour qu'Ashley puisse retourner à l'université, sur le conseil de sa mère.
- Jesse Stanton (interprété par Jon McLaren)

Jesse est le frère d'Ashley et le premier petit ami d'Amy. il entre en conflit avec Ty dès la première saison, où ils se battent pour Amy. Jesse est arrogant et matérialiste. Il demande un jour à Amy de travailler pour lui ; celle-ci refuse et Jesse fait preuve encore une fois de son arrogance en voulant utiliser son argent comme pouvoir dominant. Il est ensuite associé à Caleb dans l'élevage et la vente de chevaux, et il décide un jour de demander à Caleb, fauché, de lui rembourser une somme folle, le menaçant de récupérer le terrain où se trouve la caravane de Caleb.

## Accueil

### Audiences
La série est visionnée dans 119 pays et, au Canada, tend à attirer un million de téléspectateurs par épisode. Les annonces diffusées sur Facebook concernant la série ou les évènements liés génèrent en quelques heures plus de 10 000 vues et partages à travers le monde.

### Accueil du public
Heartland, qui est actuellement la série la plus longue de l'histoire canadienne, rencontre un succès incontesté au Canada et dans le monde entier. Selon Steve Schroeder, directeur du festival international du film de Calgary (lors duquel la série s'est vue mise à l'honneur en juillet 2016), Heartland rassemble beaucoup de fans : « Auprès du grand public, les gens considèrent la série comme particulièrement réussie, mais je ne suis même pas certain qu'ici, dans l'Alberta, on réalise vraiment à quel point elle l'est, et quel énorme défi elle a représenté. »
Pour Heather Conkie, co-productrice de la série, le succès d'Heartland peut s'expliquer en partie par l'ambiance conviviale qui s'en dégage. Même si elle est définie dans une réalité actuelle et immédiate, la série se déroule dans un endroit plus doux qu'à l'ordinaire, où les gens auraient plaisir à se retrouver. Une série que les familles peuvent regarder en étant rassemblées au coin du feu, car elle s'adresse à tous les âges. Selon la productrice, les fans de la série se situraient généralement entre 4 et 94 ans.
Les critiques du public sur Allociné sont majoritairement positives. Certains spectateurs estiment qu'Heartland « se distingue des autres séries par sa fraîcheur, l'absence de violence gratuite, le côté bucolique et familial, et sa tendance à privilégier les bons aspects de l'être humain ». D'autres spectateurs, en plus petit nombre, semblent précisément êtes rebutés par ces mêmes aspects de la série, lui reprochant parfois un manque de réalisme. En parallèle, le charisme d'Amber Marshall, les paysages et les personnages attachants et drôles, aspects souvent mentionnés,, semblent représenter des atouts majeurs. Par ailleurs, il ne semble pas indispensable d'être amateur de l'univers équestre pour apprécier la série.
Le succès d’Heartland peut également s'expliquer par le fait que les quatre saisons de l'année sont palpables sur les 18 épisodes que l'équipe tourne chaque année. Heartland est une série où l'intrigue se déroule beaucoup en extérieur. Pour Heather Conkie, la série est non seulement cinématographiquement « belle » à regarder par la lumière, les changements vifs de paysages au fur et à mesure que le temps passe, mais le public a également le sentiment d'avoir vécu une année presque en temps réel dans la vie de la famille Bartlett, et d'avoir partagé leurs expériences. « Cela me rend très heureuse de parler aux fans de la série et de réaliser rapidement à quel point les personnages sont devenus extrêmement réels pour eux. Comme s'ils faisaient partie de leur propre famille. Je suis également fière d'obtenir autant de textes et de lettres disant que notre série a ramené le dîner de famille à la mode dans les ménages » (la plupart des longs dialogues se déroulant au moment des repas de famille).

### Distinctions
| Année | Cérémonie ou récompense    | Prix                                                                   | Pour | Résultat   |
| ----- | -------------------------- | ---------------------------------------------------------------------- | --- | ---------- |
| 2008  | AMPIA Awards               | Meilleur réalisateur (drame)                                           | Dean Bennett | Lauréat    |
| 2008  | AMPIA Awards               | Meilleure série dramatique                                             | | Lauréat    |
| 2009  | Leo Awards                 | Meilleure interprétation masculine dans une série dramatique           | Graham Wardle (pour l'épisode « La fin de l'été »)                                                                                             | Nomination |
| 2009  | Gemini Awards              | Meilleur son dans une série dramatique                                 | Collectif (pour l'épisode « Les Reines du rodéo »)                                                                                             | Nomination |
| 2009  | Directors Guild of Canada  | Meilleure série télévisée familiale                                    | Ron Murphy et autres (pour l'épisode « Danse dans la nuit »)                                                                                   | Lauréat    |
| 2010  | Young Artist Award         | Meilleur second rôle masculin dans une série télévisée                 | Jack Knight | Nomination |
| 2010  | Leo Awards                 | Meilleure scénarisation dans une série dramatique                      | Ken Craw (pour l'épisode « Quarantaine ») | Nomination |
| 2010  | Leo Awards                 | Meilleure interprétation masculine dans une série dramatique           | Graham Wardle (pour l'épisode « La barrière de départ »)                                                                                       | Nomination |
| 2010  | Directors Guild of Canada  | Meilleure réalisation d'équipe pour une série télévisée familiale      | Dean Bennett, Jane Morrison, Rob Hegedus, Richard Calistan, Kevin Banks, Kevin Howard, etc. (pour l'épisode « La grange hantée »)              | Lauréat    |
| 2011  | Leo Awards                 | Meilleure scénarisation dans une série dramatique                      | Ken Craw (pour l'épisode « Une affaire de famille »)                                                                                           | Nomination |
| 2011  | Gemini Awards              | Meilleur son dans une série dramatique                                 | Kevin Banks, Kevin Howard, Richard Calistan, Sid Lieberman, etc.                                                                               | Nomination |
| 2011  | Gemini Awards              | Meilleure musique originale pour une émission ou série                 | Keith Power (pour l'épisode « Retour à la maison »)                                                                                            | Nomination |
| 2011  | Directors Guild of Canada  | Meilleur montage sonore pour un téléfilm ou une mini-série             | Kevin Banks, Kevin Howard, Richard Calistan, etc. (pour l'épisode spécial « Le Noël d'Heartland »)                                             | Lauréat    |
| 2011  | Directors Guild of Canada  | Meilleure série télévisée familiale                                    | Rob Hegedus, Matt Babinec, Hudson Cooley, Lorenz Augustin, Kevin Banks, Ken Filewych, etc. (pour l'épisode « Jackpot ! »)                      | Lauréat    |
| 2011  | AMPIA Awards               | Meilleur Directeur de la photographie - Drame                          | Craig Wrobleski | Lauréat    |
| 2012  | Leo Awards                 | Meilleure interprétation masculine dans une série dramatique           | Graham Wardle | Nomination |
| 2012  | Directors Guild of Canada  | Meilleure série télévisée familiale                                    | Grant Harvey, Jane Morrison, Kevin Banks, Richard Calistan, etc. (pour l'épisode « Qu'y a-t-il dans un nom ? »)                                | Lauréat    |
| 2013  | Young Artist Award         | Meilleur second rôle féminin dans une série télévisée                  | Alisha Newton | Lauréat    |
| 2013  | Directors Guild of Canada  | Meilleure série télévisée familiale                                    | Stefan Scaini, Ken Filewych, Kevin Howard, Rob Hegedus, Kevin Banks, Richard Calistan, etc. (pour l'épisode « Course contre le vent »)         | Lauréat    |
| 2013  | Directors Guild of Canada  | Meilleur montage sonore pour une série téléviséé                       | Kevin Banks, Richard Calistan, Rob Hegedus, Kevin Howard et Jason MacNeill (pour l'épisode « La route à venir »)                               | Nomination |
| 2013  | Directors Guild of Canada  | Meilleure série télévisée familiale                                    | Dean Bennett, Ken Filewych, Kevin Howard, Richard Calistan, Kevin Banks, etc. (pour l'épisode « La route à venir »)                            | Nomination |
| 2013  | AMPIA Awards               | Meilleur ensemble sonore - Drame                                       | Michael Leder et Seven24 Films | Lauréat    |
| 2014  | Young Artist Award         | Meilleur second rôle féminin dans une série télévisée                  | Alisha Newton | Nomination |
| 2014  | The Joey Awards, Vancouver | Meilleur jeune second rôle féminin dans une série télévisée dramatique | Alisha Newton | Lauréat    |
| 2014  | Directors Guild of Canada  | Meilleure série télévisée familiale                                    | Dean Bennett, Jane Morrison, Kevin Howard, Rob Hegedus, Kevin Banks, Richard Calistan, etc. (pour l'épisode « La lumière après les ténèbres ») | Lauréat    |
| 2014  | Directors Guild of Canada  | Meilleure série télévisée familiale                                    | Stefan Scaini, Jane Morrison, Kevin Howard, Rob Hegedus, Kevin Banks, Richard Calistan, etc. (pour l'épisode « Faire le bon choix »)           | Nomination |
| 2014  | AMPIA Awards               | Meilleur Directeur de la photographie                                  | Craig Wrobleski et Seven24 Films | Lauréat    |
| 2015  | Young Artist Award         | Meilleur second rôle féminin dans une série télévisée                  | Julia Lalonde | Nomination |
| 2015  | The Joey Awards, Vancouver | Meilleure actrice dans une série télévisée dramatique                  | Alisha Newton | Lauréat    |
| 2015  | The Joey Awards, Vancouver | Meilleure actrice de 9-12 ans dans une série télévisée dramatique      | Julia Lalonde | Nomination |
| 2015  | Prix Écrans canadiens      | Meilleur projet Cross-Platform dans une fiction                        | Jordy Randall, Mike Evans, Amy Cameron, etc.                                                                                                   | Nomination |
| 2015  | AMPIA Awards               | Meilleur Cross-Platform ou production Transmedia                       | Jordy Randall, Scott Lepp | Nomination |
| 2016  | Directors Guild of Canada  | Meilleure réalisation dans une série familiale                         | Bruce McDonald, Kevin Howard, Rob Hegedus, Kevin Banks, Richard Calistan, etc. (pour l'épisode « Before the Darkness »)                        | Nomination |
| 2016  | AMPIA Awards               | Meilleur projet interactif                                             | Jordy Randall, Scott Lepp | Nomination |

 Sauf indication contraire, les informations mentionnées dans cette section peuvent être confirmées par la base de données cinématographiques IMDb,  présente dans la section « Liens externes ».

## DVD
Citel Video, l'éditeur des versions françaises des DVD de la série, a publié la première saison dans un premier temps en deux parties (comme toutes les saisons suivantes). La première partie est sortie le 6 mai 2009 en France et la seconde partie le 7 octobre de la même année. Il existe cependant une version comprenant l'intégrale de la saison 1, qui a été éditée l'année suivante.
Un épisode spécial de Noël, de 87 minutes (Le Noël d'Heartland), est sorti en version française le 7 décembre 2011.
Citel Video n'a pas édité de nouveaux DVD de la série depuis octobre 2014, soit depuis la sortie de la version intégrale de la saison 6, alors que la série canadienne entame à l'été 2016 le tournage d'une 10e saison et que les DVD des saisons intégrales 7 et 8 en version anglaise, produits par les studios eOne, sont respectivement sortis en 2014 et 2015.
| Saison             | Ép. | Dates de sortie   | Dates de sortie   |
| Saison             | Ép. | Region 1          | Version française |
| ------------------ | --- | ----------------- | ----------------- |
| Saison 1, Partie 1 | 7   | 15 septembre 2009 | 6 mai 2009        |
| Saison 1, Partie 2 | 6   | 10 novembre 2009  | 7 octobre 2009    |
| Intégrale saison 1 | 13  | 4 mai 2010        | 6 octobre 2010    |
| Saison 2, Partie 1 | 9   | NC                | 3 février 2010    |
| Saison 2, Partie 2 | 9   | NC                | 5 mai 2010        |
| Intégrale saison 2 | 18  | 4 mai 2010        | 5 octobre 2011    |
| Saison 3, Partie 1 | 9   | NC                | 3 novembre 2010   |
| Saison 3, Partie 2 | 9   | NC                | 19 janvier 2011   |
| Intégrale saison 3 | 18  | 22 mars 2011      | 5 octobre 2011    |
| Saison 4, Partie 1 | 9   | NC                | 3 août 2011       |
| Saison 4, Partie 2 | 9   | NC                | 2 novembre 2011   |
| Intégrale saison 4 | 18  | 1er novembre 2011 | 3 octobre 2012    |
| Saison 5, Partie 1 | 9   | NC                | 7 novembre 2012   |
| Saison 5, Partie 2 | 9   | NC                | 6 février 2013    |
| Intégrale saison 5 | 18  | 18 septembre 2012 | 2 octobre 2013    |
| Saison 6, Partie 1 | 9   | NC                | 5 février 2014    |
| Saison 6, Partie 2 | 9   | NC                | 7 mai 2014        |
| Intégrale saison 6 | 18  | 15 octobre 2013   | 1er octobre 2014  |
| Intégrale saison 7 | 18  | 28 septembre 2014 | NC                |
| Intégrale saison 8 | 18  | 6 octobre 2015    | NC                |
| Intégrale saison 9 | 18  | NC                | NC                |

| Spécial             | Dates de sortie   | Dates de sortie |
| Spécial             | Region 1          | France          |
| ------------------- | ----------------- | --------------- |
| Le Noël d'Heartland | 1er novembre 2011 | 7 décembre 2011 |

### Sources
- (en) Cet article est partiellement ou en totalité issu de l’article de Wikipédia en anglais intitulé « Heartland (Canadian TV series) » (voir la liste des auteurs).